# Marcos Abraham Freiberg
Pour les articles homonymes, voir Freiberg (homonymie).
Marcos Abraham Freiberg est un zoologiste argentin, né le 23 avril 1911 à Buenos Aires et mort le 19 août 1990 à San Francisco.

## Biographie
Son père émigre d’Allemagne et sa mère de Russie. Marcos commence à s’intéresser aux reptiles durant son adolescence. Il étudie à l’Instituto Nacional del Profesorado Secundario de Buenos Aires et est diplômé de sciences naturelles en 1913. Son intérêt pour l’herpétologie est encouragé par le personnel du Museo Argentino de Ciencias Naturales. Il y travaille de 1934 à 1938 avant de devenir directeur assistant et responsable du département de zoologie du muséum d’Entre Ríos.
Sa situation financière, le décide à suivre des études de dentiste et obtient son diplôme en 1942. Il pratique à Buenos Aires et enseigne la biologie dans des collèges. Il continue à s’intéresser à l’herpétologie mais aussi à la protection de l’environnement. Il reçoit en 1974, une bourse pour étudier les collections des muséums des États-Unis d'Amérique. Lui et sa femme y émigrent en 1984 pour se rapprocher de leurs enfants.
Freiberg fait paraître des publications sur les insectes, les oiseaux, les amphibiens et les reptiles. Il décrit plusieurs nouvelles espèces. Outre des traductions d’ouvrages, il fait paraître des guides sur la faune d’Argentine et d’Amérique du Sud.

## Note
1. ↑  Le prénom Marcos a été ajouté après sa naissance à cause des discriminations frappant les juifs.

## Source
- Kraig Adler (2007). Contributions to the History of Herpetology. Volume 2, Society for the study of amphibians and reptiles : 389 p.  (ISBN 0916984710)